# Nhân học thần kinh
Nhân học thần kinh là một lĩnh vực nghiên cứu liên ngành, tập trung khám phá mối liên hệ phức tạp giữa văn hóa và não bộ con người. Xuất hiện từ hội nghị của Hiệp hội Nhân chủng học Hoa Kỳ năm 2008, lĩnh vực này dựa trên giả thuyết rằng những trải nghiệm sống sẽ để lại dấu ấn trên cấu trúc não bộ, từ đó ảnh hưởng ngược lại đến biểu hiện văn hóa. Mặc dù các cơ chế chi tiết của quá trình này vẫn chưa được làm sáng tỏ hoàn toàn, nhưng nhân học thần kinh đã mở ra những hướng nghiên cứu mới đầy hứa hẹn về sự tương tác giữa văn hóa và sinh học trong quá trình hình thành nên con người.